# Mirni (Altai)
Mirni - Мирный (rus) - és un possiólok (un poble) (del krai de l'Altai, a Rússia, que el 2013 tenia 6 habitants. Pertany al districte de Lóktevski.